# Championnats d'Europe de patinage artistique
 (août 2024).
Si vous disposez d'ouvrages ou d'articles de référence ou si vous connaissez des sites web de qualité traitant du thème abordé ici, merci de compléter l'article en donnant les références utiles à sa vérifiabilité et en les liant à la section « Notes et références ».
Les championnats d'Europe de patinage artistique est une compétition internationale annuelle dans laquelle les patineurs se disputent le titre de champion européen. Cette compétition est endossée par l'ISU, et elle est la plus ancienne des quatre compétitions désignées comme des championnats de l'ISU (Les autres étant les Championnats du monde, le Quatre Continents et les Championnats du monde Junior).
Les patineurs compétitionnent dans une des quatre disciplines, c'est-à-dire patinage individuel dames
et hommes, patinage en couple et danse sur glace. La compétition se déroule généralement en janvier.

## Histoire
Les premiers championnats d'Europe ont eu lieu en 1891 à Hambourg. À cette époque, un seul titre pour les hommes était décerné. Les premiers championnats d'Europe pour les dames et les couples n'eurent lieu qu'en 1930 à Vienne. La danse sur glace suivit en 1954 à Bolzano.
Les fédérations allemande et autrichienne de patinage décidèrent de joindre leurs forces pour organiser le premier championnat d'Europe de patinage artistique et de patinage de vitesse en 1891, avant la fondation de l'ISU. En 1892, l'ISU décida de tenir le championnat d'Europe à chaque année. En 1895, il fut décidé de tenir que les championnats du monde au lieu des championnats d'Europe, qui cessèrent jusqu'en 1898.
Jusqu'en 1948, tout pays membre de l'ISU pouvait participer aux championnats d'Europe. Après que la canadienne Barbara Ann Scott et l'américain Dick Button gagnèrent la compétition, alors que les meilleurs patineurs Européens, Eva Pawlik d'Autriche et Hans Gerschwiler de la Suisse, gagnèrent les médailles d'argent, les championnats d'Europe furent réservés aux Européens seulement. Le Quatre Continents a été fondé en 1999 par l'ISU comme équivalent pour les pays non-Européens.

## Qualification
Pour qu'un patineur soit qualifiable aux championnats d'Europe, son pays doit être un membre européen de l'ISU. Chaque pays européen a, par défaut, une place par discipline. Le maximum d'entrées qu'un pays peut avoir par discipline est trois. Les pays peuvent avoir deux ou trois entrées pour le championnat d'Europe suivant, tout dépendant du nombre de points récoltés par le classement de ses patineurs.
| Nombre de patineurs au championnat précédent | Points requis pour 3 entrées au prochain championnat | Points requis pour 2 entrées au prochain championnat |
| -------------------------------------------- | ---------------------------------------------------- | ---------------------------------------------------- |
| Deux                                         | Pas plus de 13                                       | Pas plus de 28                                       |
| Un                                           | Pas plus de 2                                        | Pas plus de 10                                       |

Si le pays a trois entrées, les deux meilleurs classements comptent pour le total de points. Des exceptions sont accordées si le patineur est forcé de déclarer forfait à cause d'un problème médical ou d'équipement au milieu de la compétition.
Les patineurs sélectionnés pour représenter leur pays aux championnats d'Europe est à la discrétion de la fédération nationale. Les critères de sélection varient d'un pays à l'autre. Par exemple, certains pays peuvent se baser sur les résultats obtenus lors de championnats nationaux.
Les patineurs doivent être âgés de 15 ans au 1er juillet de l'année précédente pour participer aux championnats d'Europe.

## Les médaillés
Pour la liste des champions d'Europe : Liste des champions d'Europe de patinage artistique.